# Список міністрів юстиції Чехословаччини
Список міністрів юстиції Чехословаччини представляє хронологічний огляд членів урядів Чехословаччини, які очолювали Міністерство юстиції:
- Франтішек Сукуп: 14 листопада 1918 — 8 липня 1919
- Франтішек Весели: 8 липня 1919 — 25 травня 1920
- Альфред Мейсснер: 25 травня 1920 — 15 вересня 1920
- Августін Попелка: 15 вересня 1920 — 26 вересня 1921
- Йозеф Доланський: 26 вересня 1921 — 9 грудня 1925
- Карел Вішковський: 9 грудня 1925 — 18 березня 1926
- Іржі Хаусманн: 18 березня 1926 — 12 жовтня 1926
- Роберт Майр-Хартінг: 12 жовтня 1926 — 7 грудня 1929
- Альфред Мейсснер: 7 грудня 1929 — 14 лютого 1934
- Іван Дерер: 14 лютого 1934 — 22 вересня 1938
- Владімір Файнор: 22 вересня 1938 — 4 жовтня 1938 І 4 жовтня 1938 — 14 жовтня 1938
- Ладислав Карел Феєрабенд: 14 жовтня 1938 — 1 грудня 1938
- Ярослав Крейчі: 1 грудня 1938 — 15 березня 1939[p 1]
- Ярослав Странський: 5 квітня 1945 — 6 листопада 1945[p 2]
- Прокоп Дртіна: 6 листопада 1945 — 25 лютого 1948
- Алексей Чепічка: 25 лютого 1948 — 25 квітня 1950
- Штефан Раїс: 25 квітня 1950 — 14 вересня 1953
- Вацлав Шкода: 14 вересня 1953 — 12 грудня 1954
- Ян Бартушка: 12 грудня 1954 — 16 червня 1956
- Вацлав Шкода: 16 червня 1956 — 11 липня 1960
- Alois Neuman: 11 липня 1960 — 8 квітня 1968
- Богуслав Кучера: 8 квітня 1968 — 31 грудня 1968[p 3]